# Franz Macoun
Franz Macoun (7. září 1881 Nová Ves u Chrastavy – 6. října 1951) byl československý politik německé národnosti a meziválečný poslanec Národního shromáždění za Německou sociálně demokratickou stranu dělnickou v ČSR.

## Biografie
Byl synem kočího a textilní dělnice. Vychodil osmiletou základní školu a odbornou živnostenskou školu v Chrastavě. Pracoval jako textilní dělník. V letech 1901–1903 působil jako pomocný dělník v Ruprechticích. Od roku 1903 byl profesionálním funkcionářem dělnického hnutí. Už od roku 1899 byl členem odborů a od roku 1900 Sociálně demokratické strany Rakouska. Byl důvěrníkem místní skupiny textilních odborů. Profesí byl soukromým úředníkem. Podle údajů z roku 1935 bydlel v Liberci.
V parlamentních volbách v roce 1929 byl za Německou sociálně demokratickou stranu dělnickou v ČSR zvolen do Národního shromáždění. Mandát obhájil v parlamentních volbách v roce 1935. Poslanecké křeslo ztratil na podzim 1938 v souvislosti se změnami hranic Československa.
Po roce 1938 několikrát zatčen nacisty. V roce 1947 emigroval z Prahy do Švédska.